# David King (łyżwiarz figurowy)
David Steven King (ur. 8 maja 1984 w Carlisle) – brytyjski łyżwiarz figurowy startujący w parach sportowych ze Stacey Kemp. Uczestnik igrzysk olimpijskich w Vancouver (2010) i Soczi (2014), uczestnik mistrzostw świata i Europy, 8-krotny mistrz Wielkiej Brytanii (2006–2013). Zakończył karierę amatorską w 2014 roku. 
King i jego partnerka sportowa Stacey Kemp zostali parą w życiu prywatnym w 2005 roku, zaś zaręczyli się w ostatnim dniu zimowych igrzysk olimpijskich 2010 na balkonie w wiosce olimpijskiej. W maju 2016 roku Kemp i King pobrali się w kościele św. Chada w Whittle-le-Woods, a następnie świętowali w Hoghton Tower.

## Osiągnięcia
Ze Stacey Kemp
| Zawody                                | 04–05          | 05–06          | 06–07          | 07–08          | 08–09          | 09–10          | 10–11          | 11–12          | 12–13          | 13–14          |                |                |                |                |                |                |                |
| Międzynarodowe                        | Międzynarodowe | Międzynarodowe | Międzynarodowe | Międzynarodowe | Międzynarodowe | Międzynarodowe | Międzynarodowe | Międzynarodowe | Międzynarodowe | Międzynarodowe | Międzynarodowe | Międzynarodowe | Międzynarodowe | Międzynarodowe | Międzynarodowe | Międzynarodowe | Międzynarodowe |
| ------------------------------------- | -------------- | -------------- | -------------- | -------------- | -------------- | -------------- | -------------- | -------------- | -------------- | -------------- | -------------- | -------------- | -------------- | -------------- | -------------- | -------------- | -------------- |
| Igrzyska olimpijskie                  |                |                |                |                |                | 16             |                |                |                | 19             |                |                |                |                |                |                |                |
| Mistrzostwa świata                    |                | 17             | 17             | 15             | 13             | 16             | 17             | 19             | 15             |                |                |                |                |                |                |                |                |
| Mistrzostwa Europy                    |                | 11             | 11             | 6              | 11             | 11             | 8              | 9              | 10             | 13             |                |                |                |                |                |                |                |
| GP Cup of China                       |                |                | 9              |                |                |                |                |                |                |                |                |                |                |                |                |                |                |
| GP NHK Trophy                         |                |                | 7              |                | 4              |                |                |                |                |                |                |                |                |                |                |                |                |
| GP Skate America                      |                |                |                | 7              |                | 7              | 8              |                |                |                |                |                |                |                |                |                |                |
| GP Skate Canada International         |                |                |                |                |                |                | 8              |                |                |                |                |                |                |                |                |                |                |
| GP Trophée Eric Bompard               |                |                |                | 8              |                |                |                |                |                |                |                |                |                |                |                |                |                |
| Golden Spin Zagrzeb                   |                |                |                |                | 1              |                |                |                |                |                |                |                |                |                |                |                |                |
| Ice Challenge                         |                |                |                |                |                | 5              |                |                |                |                |                |                |                |                |                |                |                |
| International Cup of Nice             |                |                |                |                |                |                | 5              | 9              |                |                |                |                |                |                |                |                |                |
| Nebelhorn Trophy                      |                |                | 9              | 6              |                | 8              |                |                |                | 7              |                |                |                |                |                |                |                |
| Międzynarodowe: Kategorie młodzieżowe |                |                |                |                |                |                |                |                |                |                |                |                |                |                |                |                |                |
| Mistrzostwa świata juniorów           | 11             |                |                |                |                |                |                |                |                |                |                |                |                |                |                |                |                |
| JGP w Rumunii                         | 5              |                |                |                |                |                |                |                |                |                |                |                |                |                |                |                |                |
| JGP w Serbii                          | 9              |                |                |                |                |                |                |                |                |                |                |                |                |                |                |                |                |
| Krajowe                               |                |                |                |                |                |                |                |                |                |                |                |                |                |                |                |                |                |
| Mistrzostwa Wielkiej Brytanii         | 1 J            | 1              | 1              | 1              | 1              | 1              | 1              | 1              | 1              | 2              |                |                |                |                |                |                |                |